# NINTENDO 64
NINTENDO 64（ニンテンドウろくじゅうよん）は、任天堂が1996年に発売した家庭用ゲーム機。略称は「64（ロクヨン）」、「N64」。キャッチコピーは、「ゲームが変わる。64が変える。」

## 概要
スーパーファミコンの後継機として開発された。1990年代中期当時「次世代機」と呼ばれたゲーム機の一つで、任天堂としては初めて本格的な3Dゲームに対応し、『スーパーマリオ64』など3次元空間を自由に体感でき、その操作性を売りにするゲームが多数登場した。
本機はコントローラ端子が2口から4口に増加。最大4人対戦が可能となり、以後任天堂ハードの標準となる。コントローラはアナログスティックが初めて搭載され、別売の振動パックにて振動機能に対応する。
本機の性能を引き出すためにはマイクロコードの書き換えが必須であり、加えて引き続き採用したROMカセットは容量不足を招いたことにより、ゲーム開発をより困難にした。その結果、参入メーカー不足によるソフト不足およびドラゴンクエストシリーズ、ファイナルファンタジーシリーズなど2世代前のファミリーコンピュータから続く人気シリーズ作品が同世代機のPlayStationで発売されたことなどの理由により、出荷台数は同世代機と比べて低迷した。

## 沿革
1993年
- お盆頃 - SGIと正式合意。
- 8月22日 - ファミコンスペースワールド'93（第5回初心会ソフト展示会）で任天堂がSGI、ミップス・テクノロジーズと共同で64ビット機を開発することを公表（プロジェクト・リアリティ）。価格は250ドル以下、1995年末発売を予定。

1994年
- 5月2日 - 英国のDMAデザインとライセンス契約。1995年秋の本体出荷を目指す。
- 6月23日 - コンシューマー・エレクトロニクス・ショーで、アメリカでの正式名称が「Nintendo Ultra64」に決定したと発表、レア社が開発した対戦型格闘ゲームの『キラーインスティンクト』とミッドウェイゲームズが開発したレースゲームの『クルージンUSA』を披露。オープニング画面では、「Nintendo ULTRA64」のロゴが表示されている。

1995年
- 1月6日 - コンシューマー・エレクトロニクス・ショーで「DOOM」や「TOP GUN」などのパソコン用ソフトがウルトラ64に移植されることを発表。
- 5月11日 - 第1回Electronic Entertainment Expoで、Ultra64の最終モデルのプレス用写真を公開、実物は同年11月の初心会展で披露予定、1996年4月頃に発売延期を発表。
- 8月10日 - 正式名称が「NINTENDO 64」に決定。
- 9月27日 - 同年10月中旬、ディスク用ソフト向けにスクウェア、ジャストシステムと合弁会社を設立することを発表。
- 10月 - NINTENDO 64の試作機を公開。
- 11月24日 - ファミコンスペースワールド'95（第7回初心会ソフト展示会）で、NINTENDO 64とコントローラを世界初公開。価格（25,000円）と発売日（1996年4月21日）を発表。『スーパーマリオ64』と『カービィボウル64』をプレイアブル出展。64DDの発表。
- 12月14日 - 任天堂本社にて、NINTENDO 64の説明会を開催。

1996年
- 3月8日 - ゲームソフト開発の遅れが理由でNINTENDO 64の発売日を4月21日から6月23日への延期を発表。
- 6月23日 - NINTENDO 64を発売。希望小売価格25,000円（税別）。
- 7月頃 - セタが業務用基板を開発することを発表。
- 9月29日 - 米国にて発売。価格は約200ドル。初回出荷35万台は3日で完売。
- 11月22日 - ニンテンドウ64スペースワールド'96で、64DDの実物を世界初公開、1997年発売を予定。

1997年
- 2月21日 - 同年3月14日から本体価格を25,000円から16,800円に値下げすることを発表、出荷台数は日本国内185万台、米国214万台、3月1日よりヨーロッパでも出荷開始予定。
- 3月14日 - 本体価格を16,800円（税別）に改定。
- 3月17日 - 米国での本体価格を150ドルに値下げ。
- 7月19日 - 大韓民国でHyundai Comboy64を発売。
- 6月 - 64DDの発売日を1998年3月に延期。
- 6月中旬 - セタが NINTENDO 64互換アーケードゲーム基板「ALECK64」を開発したことを発表。
- 9月末 - 出荷台数が日本で247万台、海外で903万台。
- 11月21日 - 米国任天堂がNINTENDO 64ソフトのコピー機器「ドクターV64」を販売している会社を著作権・商標権侵害で提訴。ニンテンドウスペースワールド'97で1998年3月発売予定の64DDをさらに3か月延期することを発表。
- 12月2日 - デジタルカメラで撮影した画像を扱うNINTENDO 64用カセット『ふぉとぴー』を富士写真フイルム・東京エレクトロンと共同開発することを発表。

1998年
- 7月1日 - 本体価格を14,000円（税別）に改定。
- 9月1日 - 米国で本体価格を150ドルから130ドルに改定。
- 9月中 - セタが開発したNINTENDO 64互換アーケードゲーム基板「ALECK64」が、ビスコから発売。
- 12月2日 - マリオのふぉとぴー発売。
- 1999年
- 10月20日 - ランドネットディディより、NINTENDO 64及びその周辺機器64DDを使用したサービスのランドネットを同年11月11日より会員募集開始、12月1日よりサービス開始すると発表。
- 12月1日 - 本体のカラーバリエーションに「クリアブルー」と「クリアレッド」を追加。
- 12月11日 - 64DDをランドネットサービス申し込み者に配布。

2000年
- 2月24日 - ランドネットサービスが開始される。
- 7月21日 - 本体に「ポケットモンスター」の人気キャラクターピカチュウをあしらった「ピカチュウNINTENDO 64」を発売。価格は据え置き。
- 11月22日 - ランドネットディディが2001年2月28日にランドネットを終了することを発表。

2001年
- 2月28日 - ランドネットサービスが終了。
- 12月20日 - ハドソンが日本ではNINTENDO 64最後のソフトとなる『ボンバーマン64』を発売。

2002年
- 4月30日 - NINTENDO 64本体  (初代) 生産終了。

2003年
- 3月末 - 最終出荷台数は日本で554万台、アメリカで2063万台、その他の国で675万台の計3293万台。
- 11月17日 - 中国でiQue Player発売。
- 9月 - (AV仕様)ニューファミリーコンピュータ、スーパーファミコン(後期型)、ゲームボーイと共に(Nintendo64のカラーバリエーション)生産終了。

2007年
- 10月31日 - 「部品の確保が困難になった」としてNINTENDO 64の修理サポートを終了。

## 販売台数
| 会計年度 | ハード（万台） | ハード（万台） | ハード（万台） | ハード（万台） |
| 会計年度 | 国内           | 米大陸         | その他         | 計             |
| -------- | -------------- | -------------- | -------------- | -------------- |
| 1997年   | 203            | 377            | 377            | 580            |
| 1998年   | 111            | 831            | 831            | 942            |
| 1999年   | 121            | 665            | 665            | 786            |
| 2000年   | 94             | 471            | 84             | 649            |
| 2001年   | 20             | 230            | 34             | 285            |
| 2002年   | 5              | 30             | 15             | 50             |
| 2003年   | 0              | 1              | 0              | 1              |
| 累計     | 554            | 2,063          | 675            | 3,293          |

## ハードウェア

### 開発
1993年の開発発表時のコードネームは「プロジェクト・リアリティ」で正式名が決定する以前の海外名称は「ウルトラ64」（日本国内では当時名称未発表）、ユーザー間の通称は「ウルトラファミコン」だった。ファミリーコンピュータやスーパーファミコン時代は開発第一部や開発第二部がハード開発を行っていたが、NINTENDO 64は竹田玄洋が率いる、ROMカートリッジの特殊チップ開発を担当していた開発第三部がハード開発を行った。当時、任天堂はこれと並行して次世代機としてのCD-ROM機を製作。開発第二部部長の上村雅之によるとほぼ完成していたとされるが、それを発売中止にしての正式発売となった。企画立ちあげ当初は社長の山内溥により「ウルトラファミコン」として発表されていた。
ハード設計にあたっては、レア社のクリス・スタンパー (Chris Stamper) が指導・提案役として半年間参加。開発の主導権は任天堂が取っているが、設計提案については大半の75%をSGIが占めた。

### デザイン
デザインに関しては今までにないもの、かつ北米で流行するものを念頭に置き、3次元CADを用いて同社の前世代機までにはなかった曲線を多く用いた。
ボディ色はスーパーファミコンの時はユーザーの好みを反映させたが、本機は全世界で統一した色にするためにどの国でも嫌われない色を採用した。

### 名称
それまでのファミリーコンピュータ (NES) やスーパーファミコン (SNES) は名称・デザイン・ロゴマーク・内部仕様などが出荷国によってバラバラであったが、本機ではデザイン・配色はもとより、韓国を除く全出荷地で「NINTENDO 64」という名称に統一された。韓国のみ当時任天堂製品のライセンス（販売権）を持っていた現代電子産業（現在のSKハイニックス）により「ヒョンデ・コンボイ64」（현대 컴보이64、Hyundai Comboy64）の名称で発売された。本体の型番はブラジルを除くほとんどの出荷地でNUS-001(XXX)、ピカチュウバージョンはNUS-101(XXX)、ブラジル版はNUSM-001(BRA)となった。N64ロゴや各製品の製品名シールに採用されているフォントはFrutiger。

### プロセッサ
据え置き型のゲーム機として64ビットCPU・浮動小数点数演算機能・パースペクティブ補正・Zバッファを初めて採用した。そのため他の同世代機種に比べて3Dポリゴンの演算能力と描画品質が高く、同世代で唯一ポリゴン描画で擬似的な手法を用いず、理論的に正しい手法で描画を行ったため、CGワークステーションに近い安定した3次元空間を描画できた。
CPUは当時グラフィックスワークステーションメーカーだったシリコングラフィックス (SGI) と提携して開発が行われ、メインにはRISCのMIPS R4300カスタム、32ビットRISCのR3000をコアに持つグラフィックエンジンである「RCP (Reality Co-Processor)」を搭載した。64ビットのR4300カスタムは最高122MIPSの処理能力を発揮することが可能で、競合機種の一つであるPlayStationの搭載するCPUの約4倍の処理能力にあたる。ポリゴン機能は環境マッピングやトライリニアといった本格的なテクスチャ・マッピング処理にも対応し、スーパーファミコンの35倍の性能を発揮する。64ビットCPU搭載を売りにしていたが、64ビットモードでは動作クロックが下がる仕様となっているため、殆どのソフトウエアで32ビットモードを用いていた。
また、「RCP」の描画能力を引き出すためにマイクロコード方式を取り入れた。これはプログラミングによってあらかじめハードウエアに実装された機能に、後からプログラミングコードを追加または書き換えることで、開発するソフトウェアの種類に合わせた演算性能の特化を可能にしたものである。メーカーや開発者が独自に開発することが可能だったが、開発の難易度が上がる弊害もあった。
当初、NINTENDO 64のグラフィックスチップの性能をあまり活かせておらず、岩田聡（後の任天堂代表取締役社長）がアメリカへ渡り勉強をすることでその性能を上げていった。
ゲーム動作時のキャラクターのポリゴン数は、スーパーマリオ64のマリオで700ポリゴン(752ポリゴン)、スマブラで1ファイター当たり、300ポリゴンが表示可能だった。

### カートリッジ
ゲームソフトの供給媒体には、当時主流となりつつあったCD-ROMではなくROMカートリッジを採用している。また、カートリッジにリージョンプロテクトが物理的に施されており、日本国内版ソフトと海外版では背面にあたる形状の一部が異なることで、異なるリージョンのソフトが対応しない本体に刺さらないようになっている。ただし、あくまでもカートリッジに施された物理的なプロテクトであり、接続端子は共通のものであったため、本体とカートリッジの組み合わせが日本版・北米版などのNTSC方式の国で出荷された本体同士（PAL-M出力のブラジル版を含む）の場合は非公式の変換アダプタを使用するか本体のカートリッジコネクタにあるカセット形状を判別する部品を外す等を行えば問題なく動作する。一方でNTSC版の本体でPAL版のソフトを起動する（あるいはその逆）の場合は、そのままではCICチップのプロテクトにより動作しないため、本体の改造かCICチップのプロテクトを突破できる高機能の変換アダプタ（非公式）が必要となる。
なお、ファミリーコンピュータ（HVC-001）・NES（NES-001、NES-PAL-001、NESE-001など）、スーパーファミコン（SHVC-001）・SNES（SNS-001、SNSP-001Aなど）と異なり、本体にはイジェクトボタンが搭載されていないため、カートリッジを本体から外すには上から手でカートリッジを引き抜く必要がある。
データ転送速度を高速にするためにカートリッジ内にはCD-ROMの36倍速に相当する5.3MB/sのROMを採用し、本体には当時主力パソコンの2.5倍相当の250MHzのRDRAMを採用した。

### コントローラ

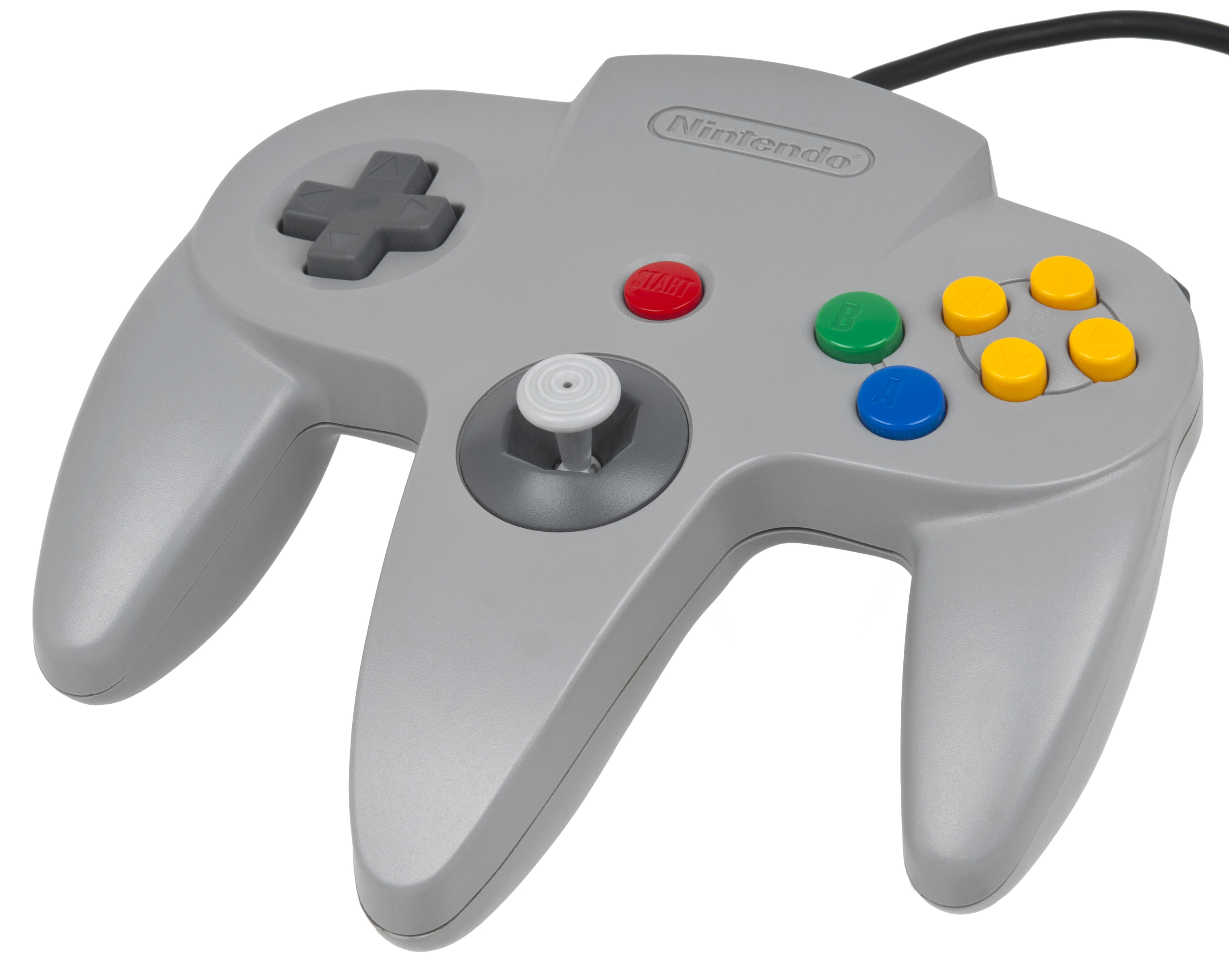
純正コントローラ。中央グリップに3Dスティック。左に十字キー、右にA（青）・B（緑）・4つのCボタン(黄色)が配置。

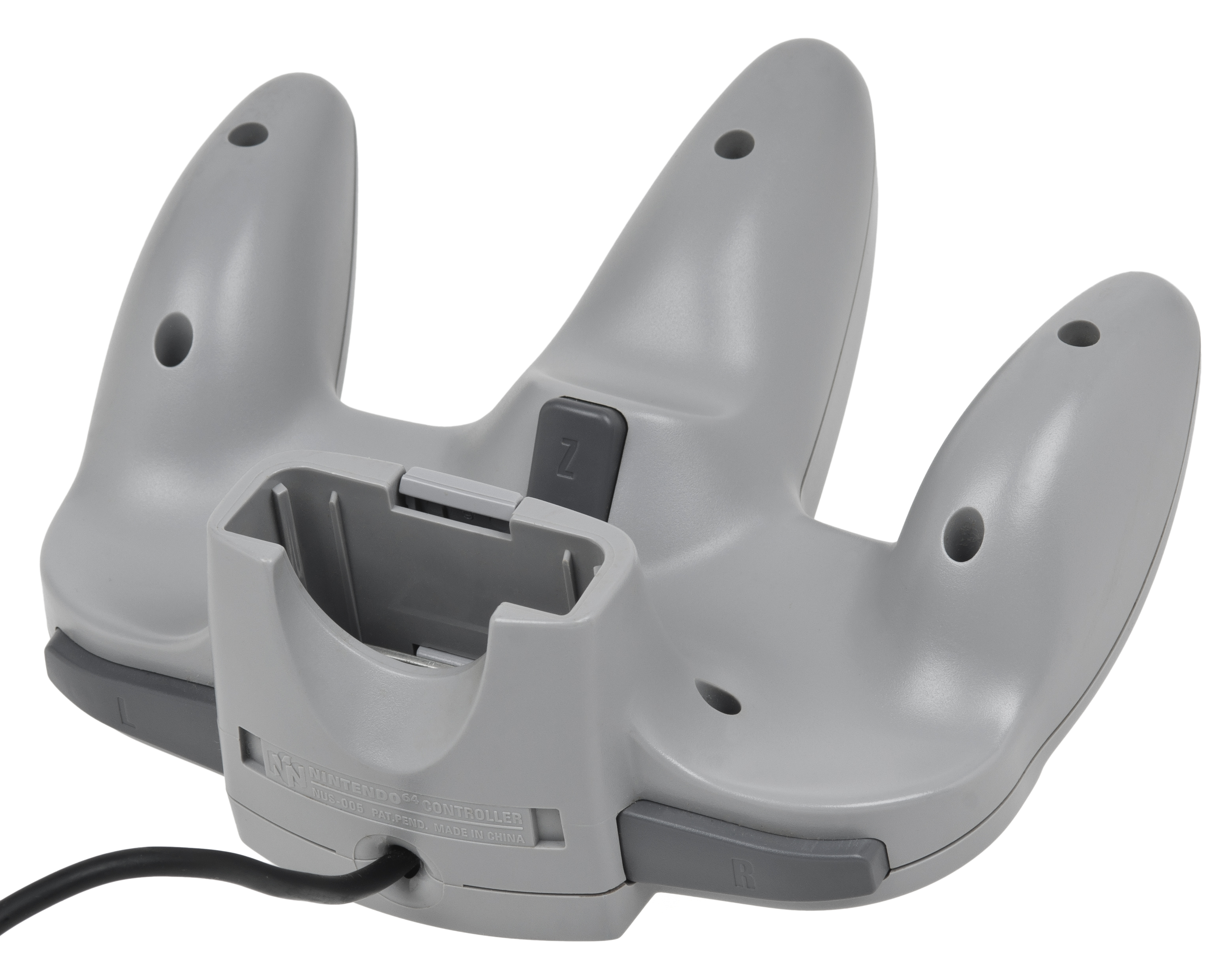
純正コントローラの背面。中央グリップの根元にZボタンが配置。コントローラ背面上部に拡張コネクタが併設

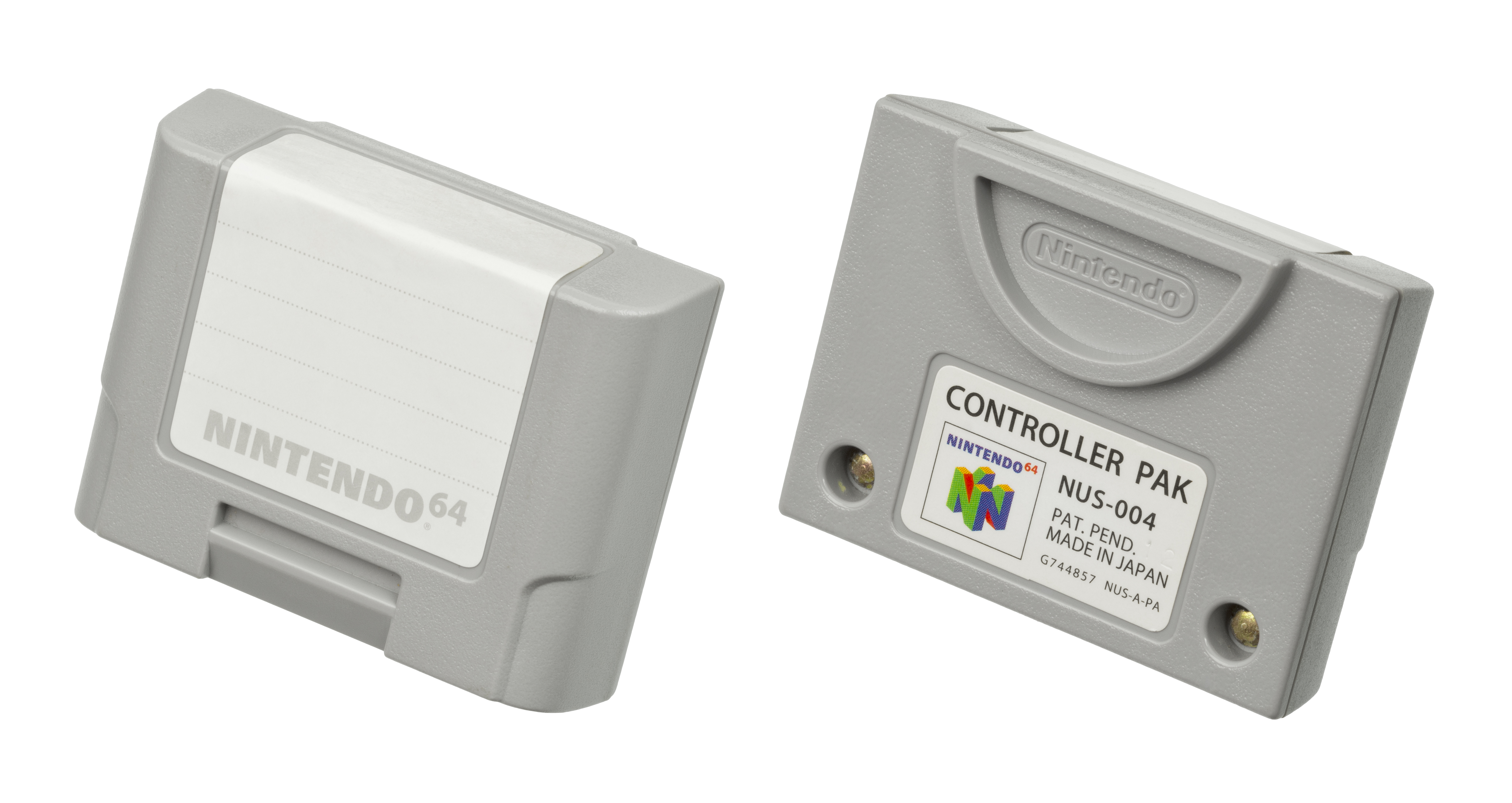
コントローラの拡張コネクタに挿入する周辺機器の一つ「コントローラパック（個別データ保存用外部カードリッジ）」

筐体とは異なり、デザインは従来通りのアナログの手法も併用、左右と中央それぞれの下部に安定して保持するためのグリップを設けた三つ又の形状を採用し、3次元空間を体感するため、同社の前世代機までに使用された十字キーに加えて、コントローラ中央に「3Dスティック(サンディースティック)」という名称のアナログスティックを任天堂としては初めて採用した。
スーパーファミコン用のコントローラから発展したような形状となっており、LボタンとRボタンはそのまま継承されている。中央のSELECTボタンと右側のX・Yボタンが一旦廃止され、新たにコントローラ右側に上・下・左右の矢印が刻印された4つの「Cボタン」が新たに配置、A・Bボタンと合わせて6つのボタンで構成される。また、中央は前述の3Dスティックと背面に「Zボタン」が配置されており、トリガーを引くような感覚でZボタンを操作可能となっている。
コントローラの背面には周辺機器を装着できる「拡張コネクタ」が存在する。こちらには本体ROMとは別に記録する個別データを持ち運ぶための媒体や、振動パックなど、ゲーム本体の体感や遊び方を拡張することが可能。
三つ又の棒部分を左右の手のいずれかで握ることで安定して保持できるほか、握る位置によって3つ操作体系持つ。
レフトポジション
左手でコントローラ左側、右手で中央を握るポジション。それぞれの手の親指が十字キーと3Dスティックを自在に操作し、人差指でLボタンとZボタンを操作する。
ライトポジション
左手でコントローラ中央、右手で右側を握るポジション。左手で3Dスティックによるアナログ入力ができ、右手で複数のボタンを操作できる。
ファミコンポジション
左手でコントローラ左側、右手で右側を握るポジション。従来のSFCコントローラと同じような操作が可能。
コントローラの操作に関しては、小さい子供に対してはコントローラが大きいという難点もあった。また、使用できるボタン数が少ないレフトポジションを採用したソフトは片手で数えられるほどの少数で、アナログ操作を活かせるライトポジションのソフトが大半を占めた。また、それまでは2つが主流だったコントローラ端子は本体に標準で4つ用意されており、多人数プレイを想定した設計となっている。4人対戦対応ソフトも数多く開発された。拡張コネクタと使用した個別データの持ち寄り、といったことを想定したソフトも開発された。
1996年発売の『スーパーマリオ64』や1998年発売の『マリオパーティ』など、3Dスティックをグリグリと回す操作方法を取り入れたソフトが多かったが、この操作はスティックの故障の原因につながるほか、プレイヤーが指や手を痛めることが多く、次第にその操作を勧めるゲームはなくなっていった。しかし、普通に使っていたとしても使用頻度によってはかなりの短期間で「操作しているキャラクターがスティックに触れていないのに勝手に動いてしまう」などの誤作動を起こす場合があった。この原因は、コントローラ内部で3Dスティックの動きをX軸、Y軸の回転として変換し、またスティック自体を支えている部品に樹脂素材を使用していた事による。スティックが磨耗すると遊びがかなり大きくなり、指を離しても3Dスティックが正確な中心に戻らなくなる。本体の電源を入れるとそのときの3Dスティックの位置を中心として認識する仕様のため、正確な中心位置が認識できなくなるためである。また3Dスティックの内部では部品の一部が粉末状になり堆積する。NINTENDO 64においてはスティックを使用するゲームがソフトの大半を占めていたこともあり、コントローラを修理に出したり買い替えなければならなくなることもしばしばあった。
また、色がライトグレーであるのは、日本国外の市場を意識した本機にあって、スーパーファミコンの名残を残すためである。

### 周辺部
発売当時は本体上面にあるメモリー拡張パック用（後述の周辺機器参照）の接続端子(ターミネータパックが刺さっている)に「はがさないでください」という赤い警告シールが貼られていた。メモリー拡張パックを必ず装着しなければならない『ドンキーコング64』のCMでは、3人の子供たちがこのシールに戸惑いながらも、大丈夫だとシールを剥がすシーンを盛り込んで、啓蒙活動を行った。実際、メモリー拡張パックが必要ないソフトも、ターミネータパックを外した状態では起動しない。
スーパーファミコン用RGBケーブルは対応していないが、初期型ではRCPから送られたデジタル信号をアナログRGBに一度D/A変換してからビデオ信号に変換する仕様のため、アナログRGB信号を基板上の映像コネクタまで配線を施すと使う事が可能。中期型以降では、デジタル信号から直接ビデオ信号に変換されているため、この改造を施すことが不可能である。
本体側の電源端子の形状も全世界で統一され、ACアダプタ部分を除く分類ではカラーテレビの規格がNTSC方式（60Hz）を採用する日本・台湾・香港版と韓国版（前述のリージョンプロテクトとしてカートリッジ裏側の切り欠きが内側にある）、同じくNTSC方式を採用する北米版（アメリカ合衆国・カナダ・メキシコ向けで、カートリッジ裏側の切欠きが外側にある）、PAL-M方式（60Hz）を採用するブラジル版（カートリッジは北米版と同じ形状）、PAL方式（50Hz）を採用するヨーロッパ（主にEUの西欧諸国）とオセアニア（オーストラリア、ニュージーランド）向けのPAL版（カートリッジ裏側の切欠きが内側にある）の4種類に絞られている。スーパーファミコンまでは本体に内蔵していたRFユニット（RFモジュレーター）は出荷国の放送規格に合わせるために出荷国によって基板を作り分けしなければならない原因であったが、本機が発売された1996年当時は既にRCAコンポジット端子を備えたテレビが普及していたことやコストダウンの観点から、AV仕様ファミリーコンピュータ（HVC-101）と同様にRFユニットは外付け・別売りとなった。

### 仕様詳細

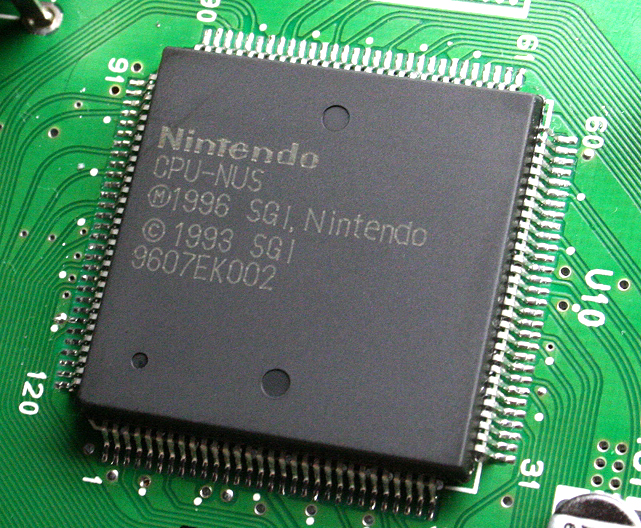
CPU

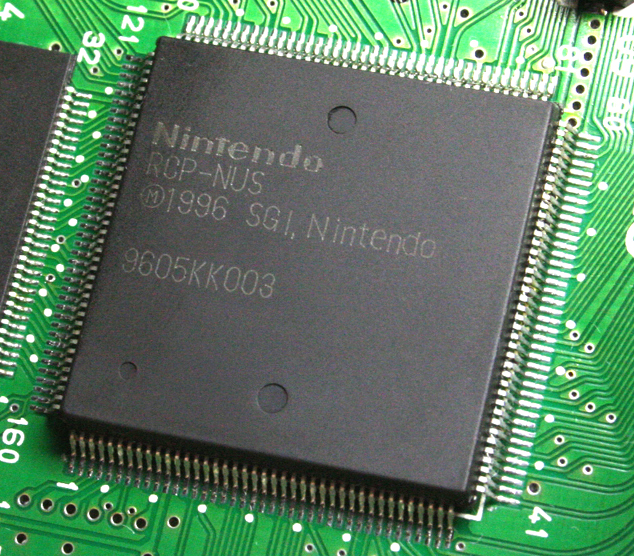
RCP

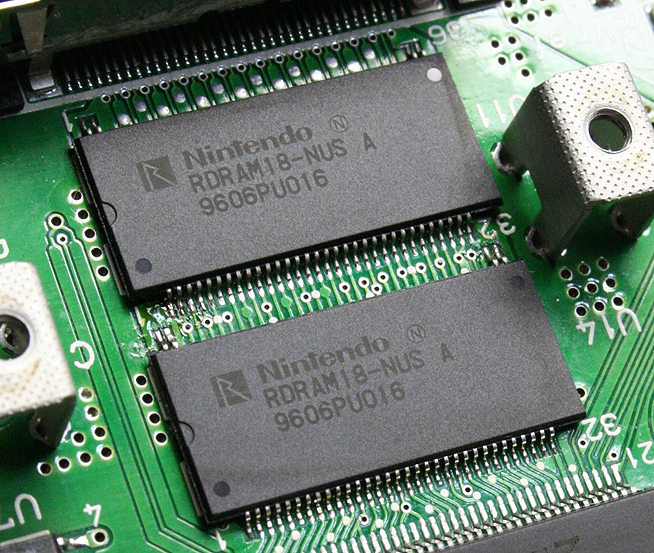
RDRAM

任天堂公式ホームページより
- CPU：MIPS 64ビットRISC R4300iカスタム 93.75MHz（NEC製VR4300カスタム）
  - プロセス幅：350nm
  - 外部データバス&外部アドレスバス：各32ビット
  - 浮動小数点演算性能：93.75MFLOPS
- メディアコプロセッサ：Reality Co-Processor (RCP) 62.5MHz
  - SP（サウンド及びグラフィックス演算プロセッサ: Signal Processor）：32bitCPUコア（MIPS4命令のスカラユニット）、16ビットの固定小数点を8列同時実行できる積和演算機（最大500MIPS）を搭載し、ポリゴンの頂点演算（座標変換）や光源、Z値の計算などを行う。さらに、より高精度な頂点座標の算出や色補間データの生成をするためのサブ・ピクセルポジショニングを行う。
  - DP（ピクセル描画プロセッサ: Display Processor）：32bitCPUコア
    - トライリニアミップマップインターポレーション・テクスチャ
    - パースペクティブコレクション
    - 環境マッピング
    - フォグ
    - フラットシェーディング/グーローシェーディング/フォンシェーディング
    - Zバッファ
    - アルファブレンディング
    - LOD(Level-of detail)フィルタ：各詳細度に応じたモデルデータを用意することで（詳細度が低いほどポリゴン数の少ないモデルになる）描画速度の向上を図ることができる。
    - エッジ・アンチエイリアシング
    - シャドウマッピング

  - 浮動小数点演算性能：187.5MFLOPS
- メモリ：NEC製RAMBUS DRAM 36Mbit（標準4.5MB、メモリー拡張パック増設時9MB） 最大転送速度: 4500Mbit/秒 (562.5MB/s)
- ポリゴン表示能力：最大10万ポリゴン/秒[7]
- 最大解像度：256×224 - 640×480ドット
- 色数：RGBA21bitカラー 最大32bitカラー 8bit階調の色混合機能（アルファブレンディング）
- サウンド機能：ステレオADPCM音源 16bit（チャンネル数の概念はなく、RCPの配分で変動する。100%をサウンドに使うと100チャンネルほど出せるとされる）
- メディア：ロムカセット 容量: 4MB - 64MB
- 外形寸法：260mm（幅）×190mm（奥行き）×73mm（高さ）
- 質量：880g

## 本体
1996年6月23日に発売された際の本体カラーはブラックで型番はNUS-001。日本国外版も含めてブラジル版を除いて日本で生産され（コントローラの一部ロットは中華人民共和国でも生産）、ブラジル版のみ電子機器の完成品の輸入関税が高額であることから日本や中国から部品を輸入し、現地代理店のPlaytronic Industrial社（後にGradiente Entertainment社）のマナウスにある工場にて現地生産された。

### カラーバリエーション
任天堂オリジナル
- ブラック（1996年6月23日 - ）
- クリアブルー（1999年12月1日 - ）
- クリアレッド（1999年12月1日 - ）
- ピカチュウNINTENDO 64 オレンジ&イエロー、ブルー&イエロー（2000年7月21日 - ）
  - 本体にポケットモンスターのキャラクター「ピカチュウ」を大々的にフィーチャーしたモデル。型番はNUS-101。電源ランプの位置が本体正面からピカチュウのほっぺ部分に移動しており、電源を入れると、しばらく点滅してから点灯になる。従来モデルよりも若干サイズが大きくなった。底面にあったEXTポートがふさがれているため、64DDを使用することが出来なくなっている。「ブルー＆イエロー」のカラーリングは発表時はブルー部分がバイオレットに近い色合いだったが、後に青に近い色に変更されている。

限定版
- ゴールド（1998年11月 - ）トイザらス限定カラー
- クリアオレンジ&クリアブラック（1999年9月26日 - ）ダイエーホークス優勝記念 ダイエー限定カラー
- ミッドナイトブルー（1999年11月 - ）トイザらス限定カラー第二弾
- クリアブラック（1999年11月 - ） 64DDと本体とのセットでの購入のみ。
- クリアグレー（1999年12月 - ）ジャスコ限定カラー
- ブラック・Jリーグロゴ入り（1999年4月）ローソンJリーグオフィシャルチケットショップモデル。本体とコントローラにシールが貼られている。抽選で1000台プレゼントされた。

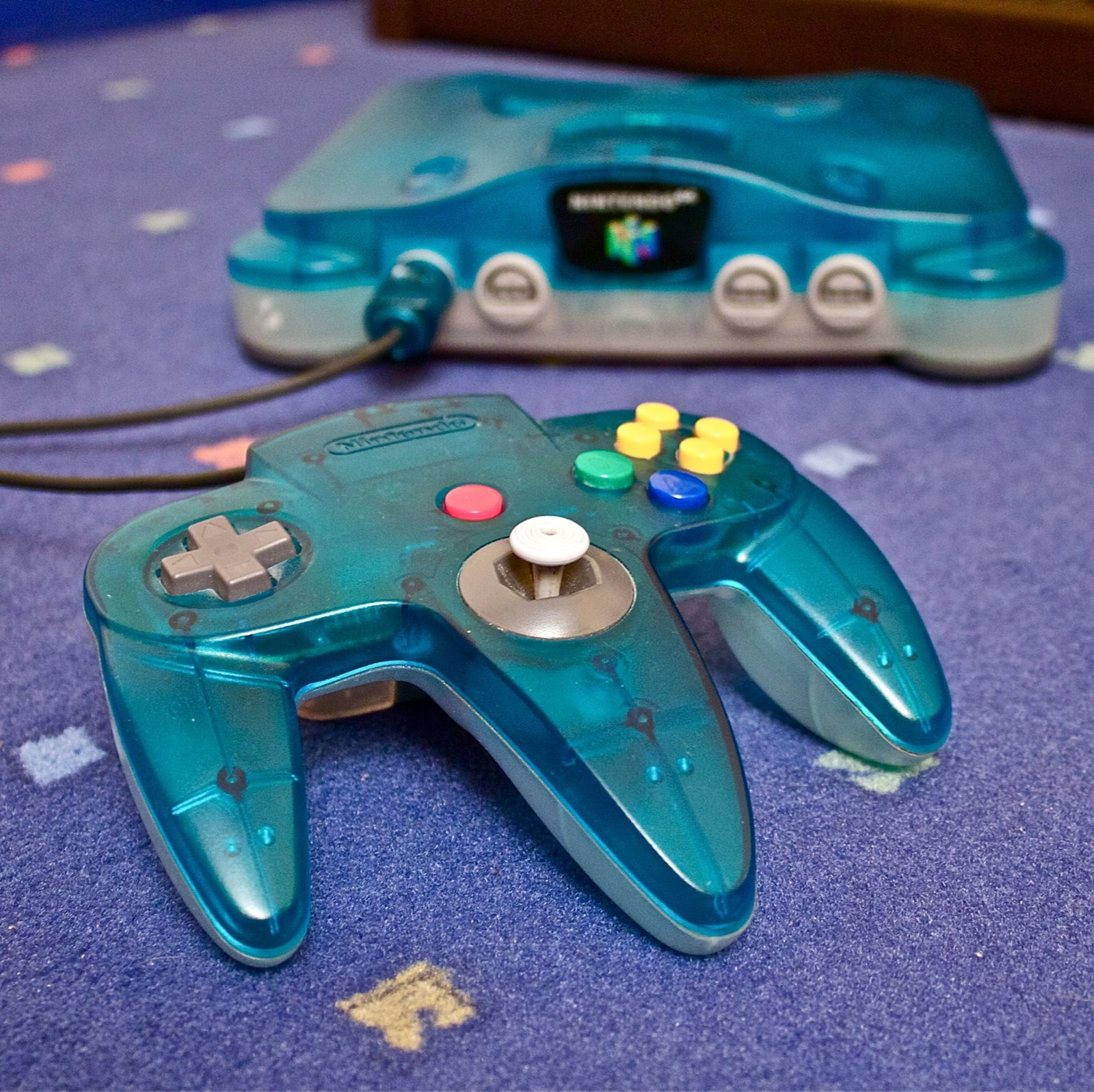
クリアブルー
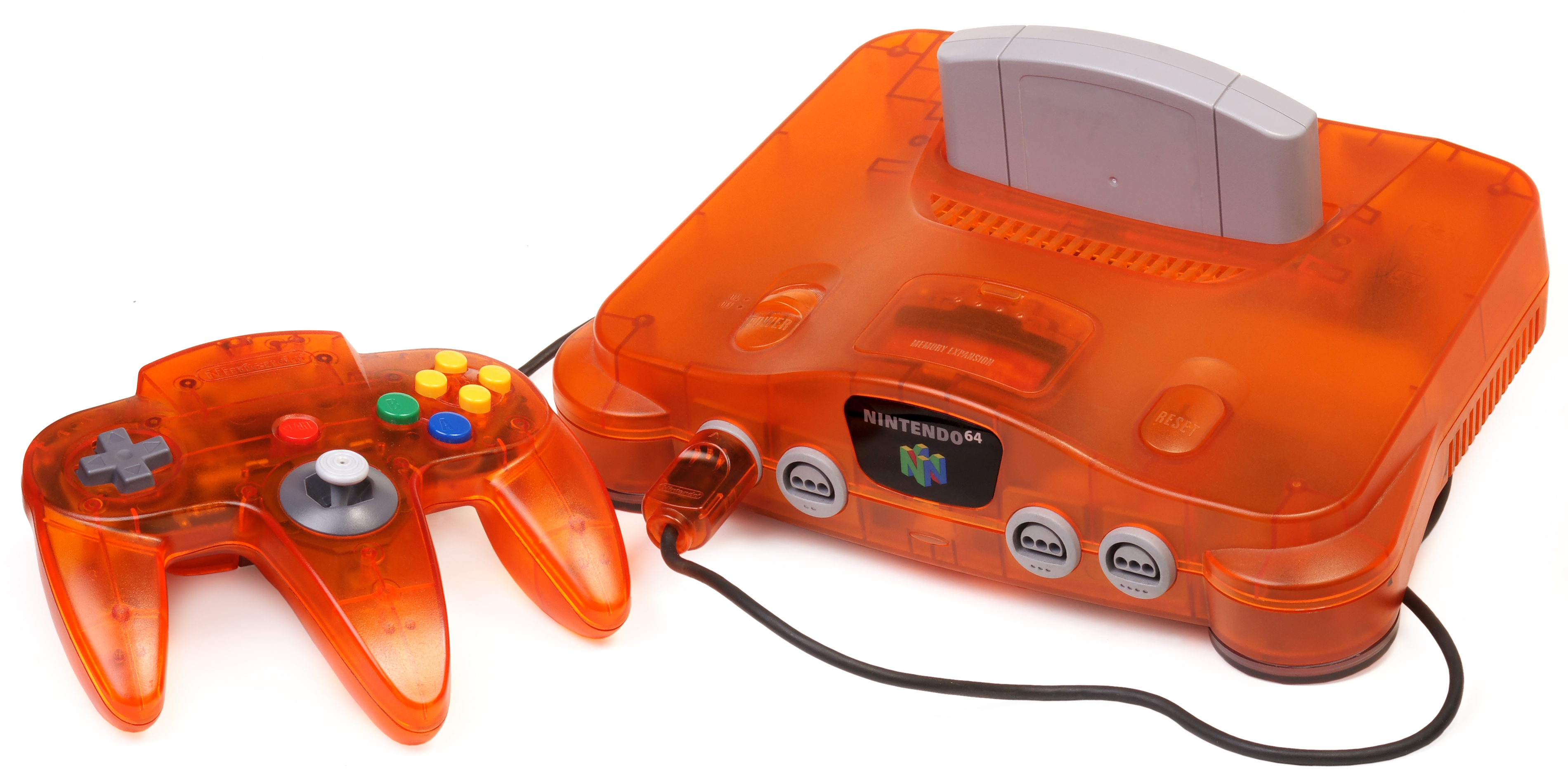
クリアオレンジ

### 海外版
- Hyundai Comboy64
- iQue Player

- Hyundai Comboy64
- iQue Player

### 互換機
Analogueは非公式の互換機「Analogue 3D」を2024年に発売予定と発表した。ソフトによるエミュレーションではなく、完全なFPGAによる設計で日本、アメリカ、ヨーロッパで発売されたソフトに100％対応するとしている。
価格は249.99ドル。カラーはBlackとWhiteの2種類。2024年10月22日(日本時間)より予約受付開始、2025年7月発送予定。

## 周辺機器

### 任天堂純正
型番の「NUS」は、「Nintendo Ultra Sixty-four」の略とされる。

RFモジュレータ（NUS-003）
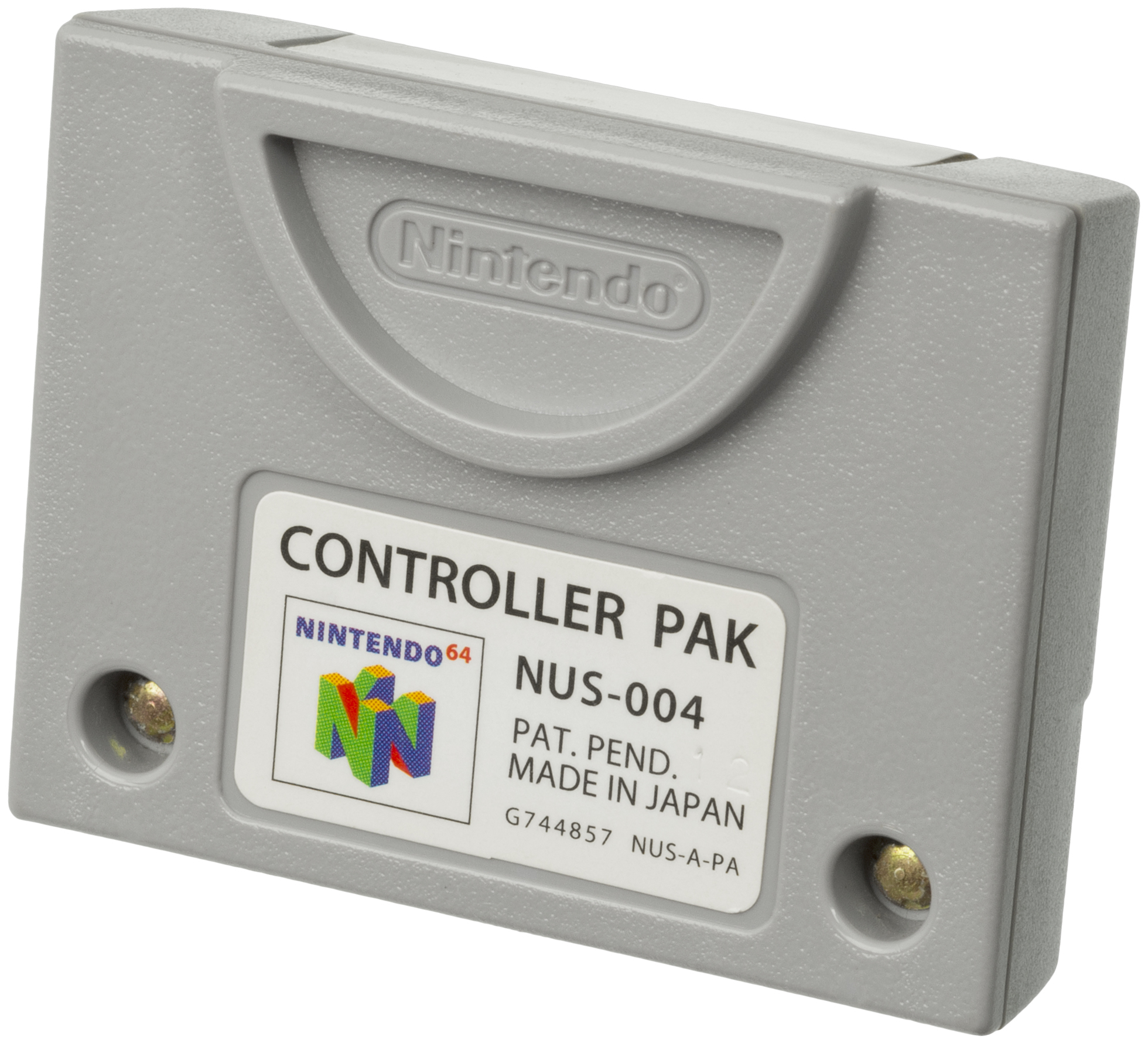
コントローラパック（NUS-004）
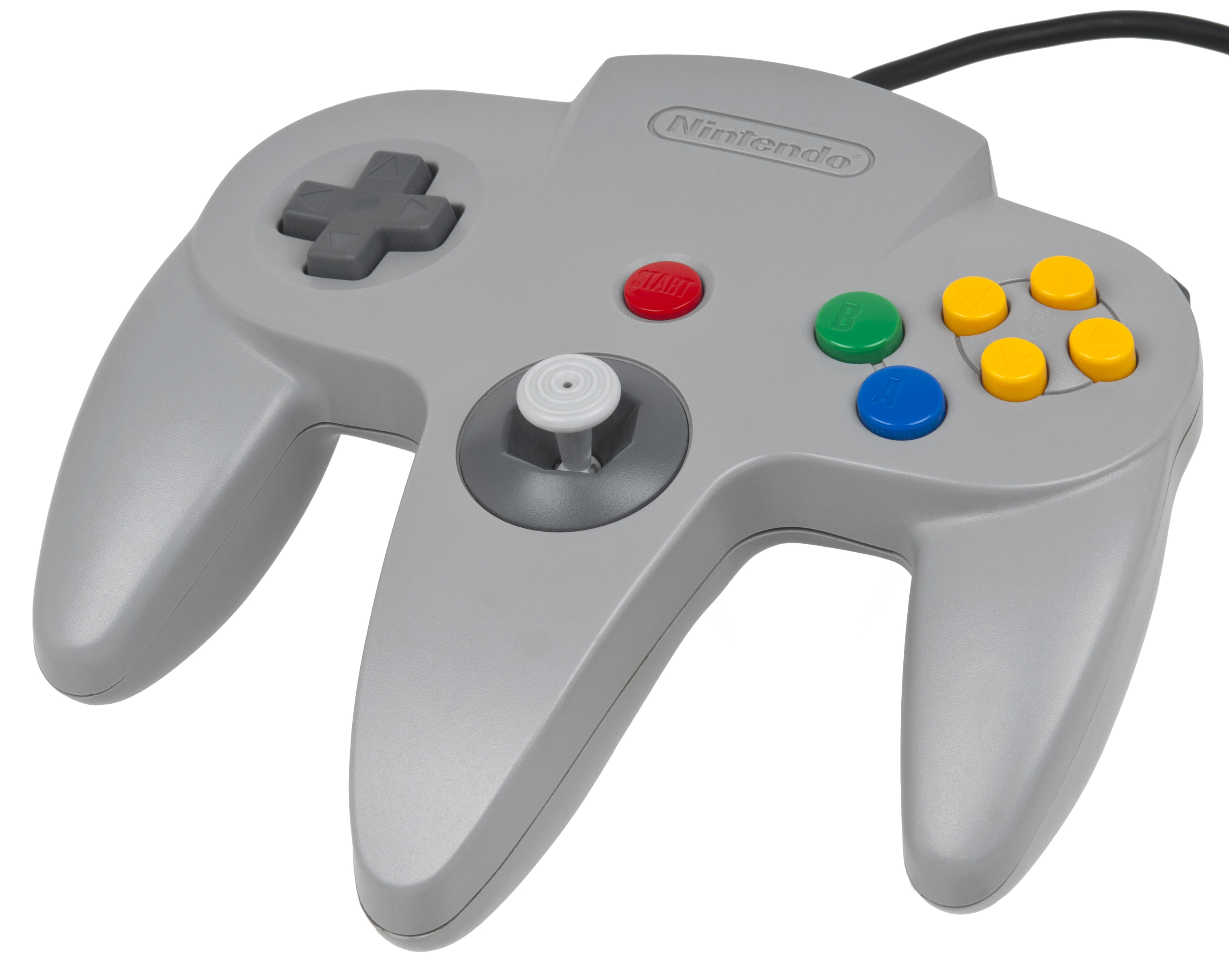
コントローラブロス（NUS-005）
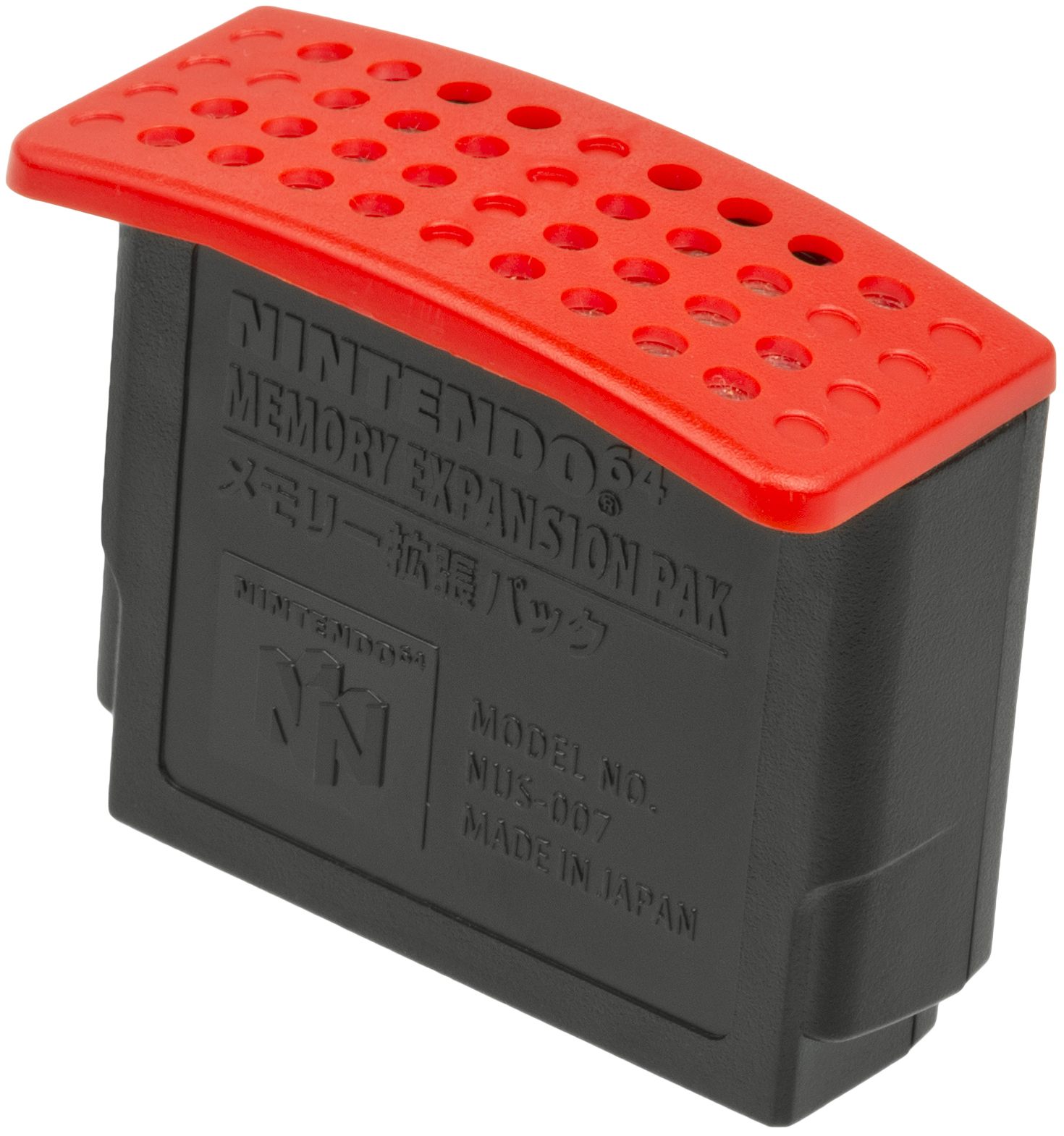
メモリー拡張パック（NUS-007）
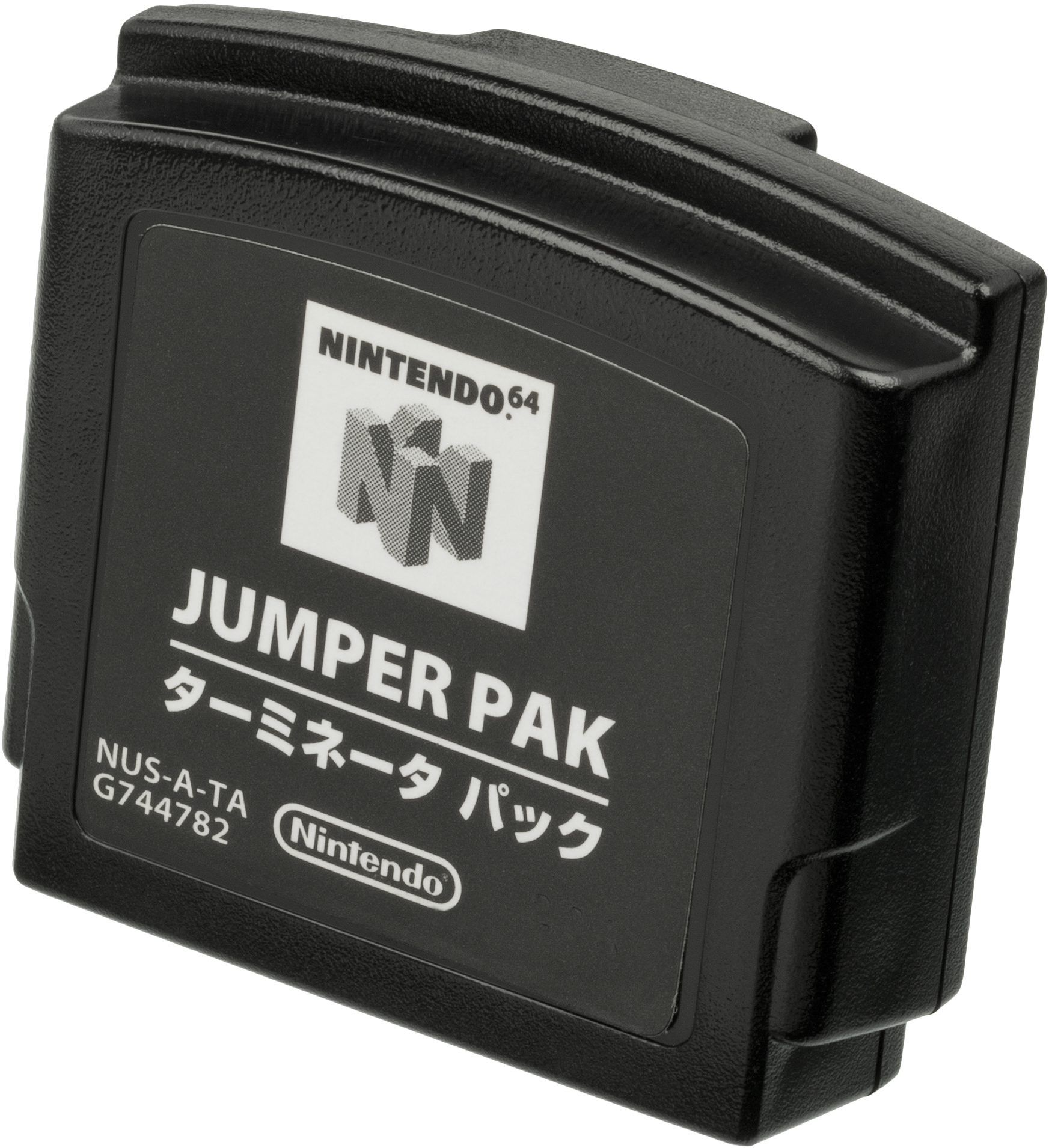
ターミネータパック（NUS-008）
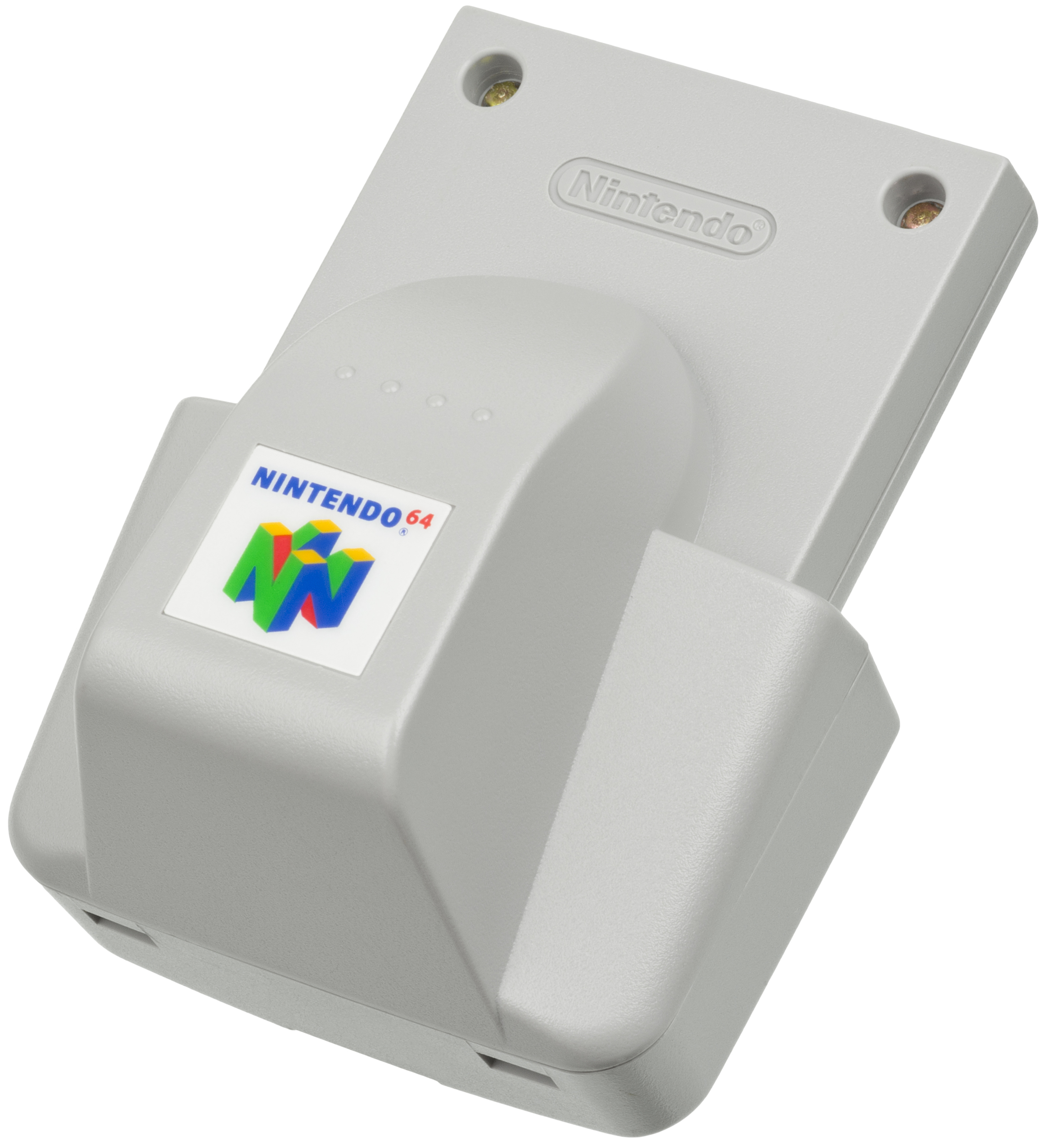
振動パック（NUS-013）
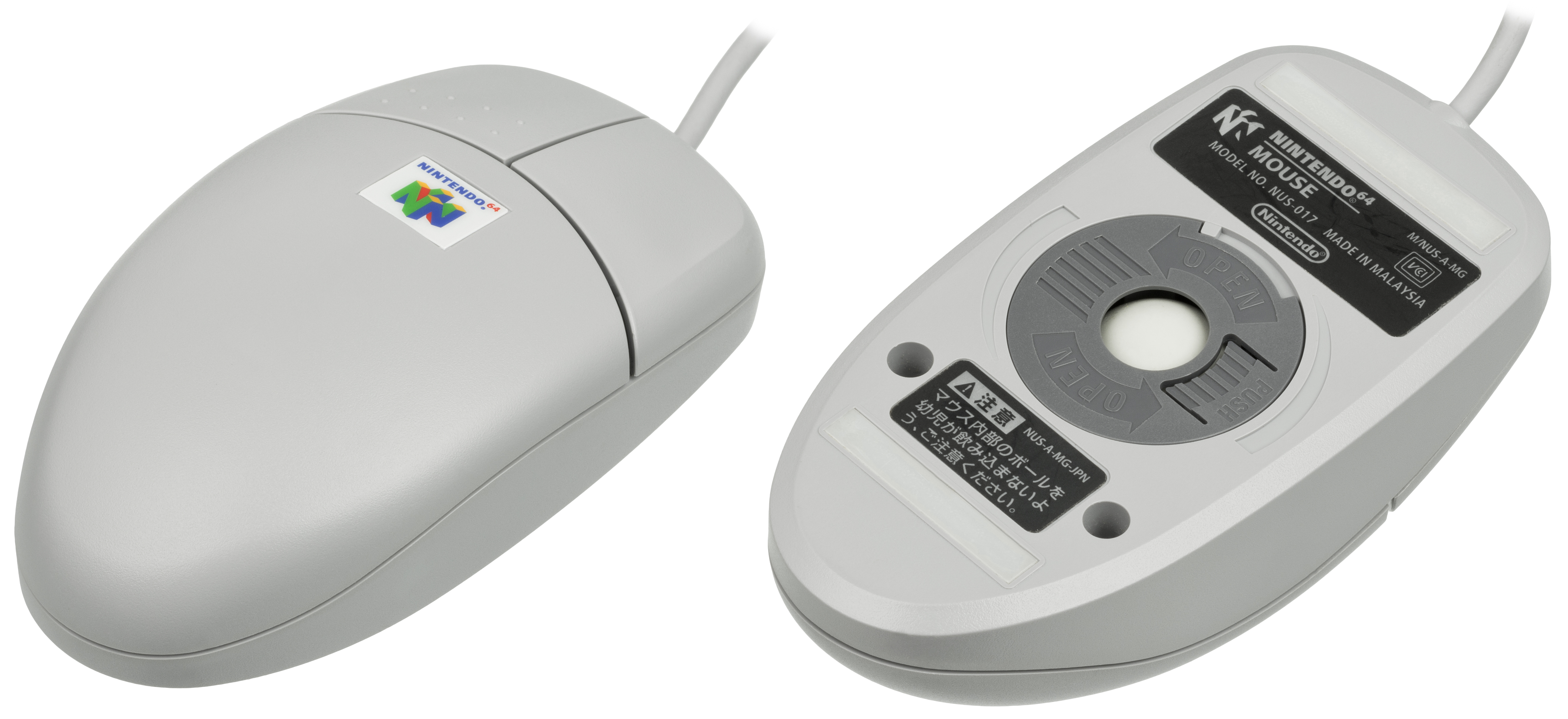
マウス（NUS-017）
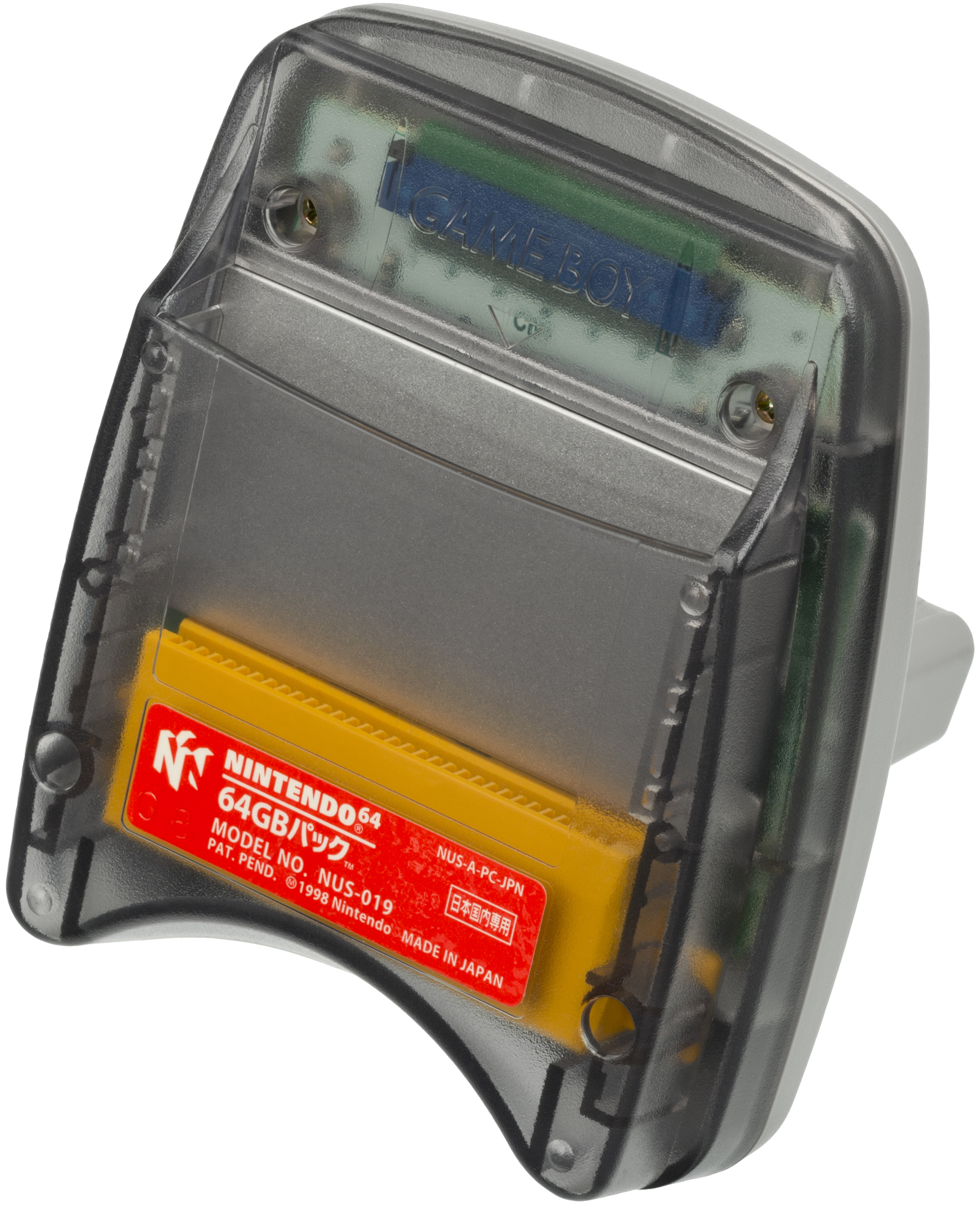
64GBパック（NUS-019）
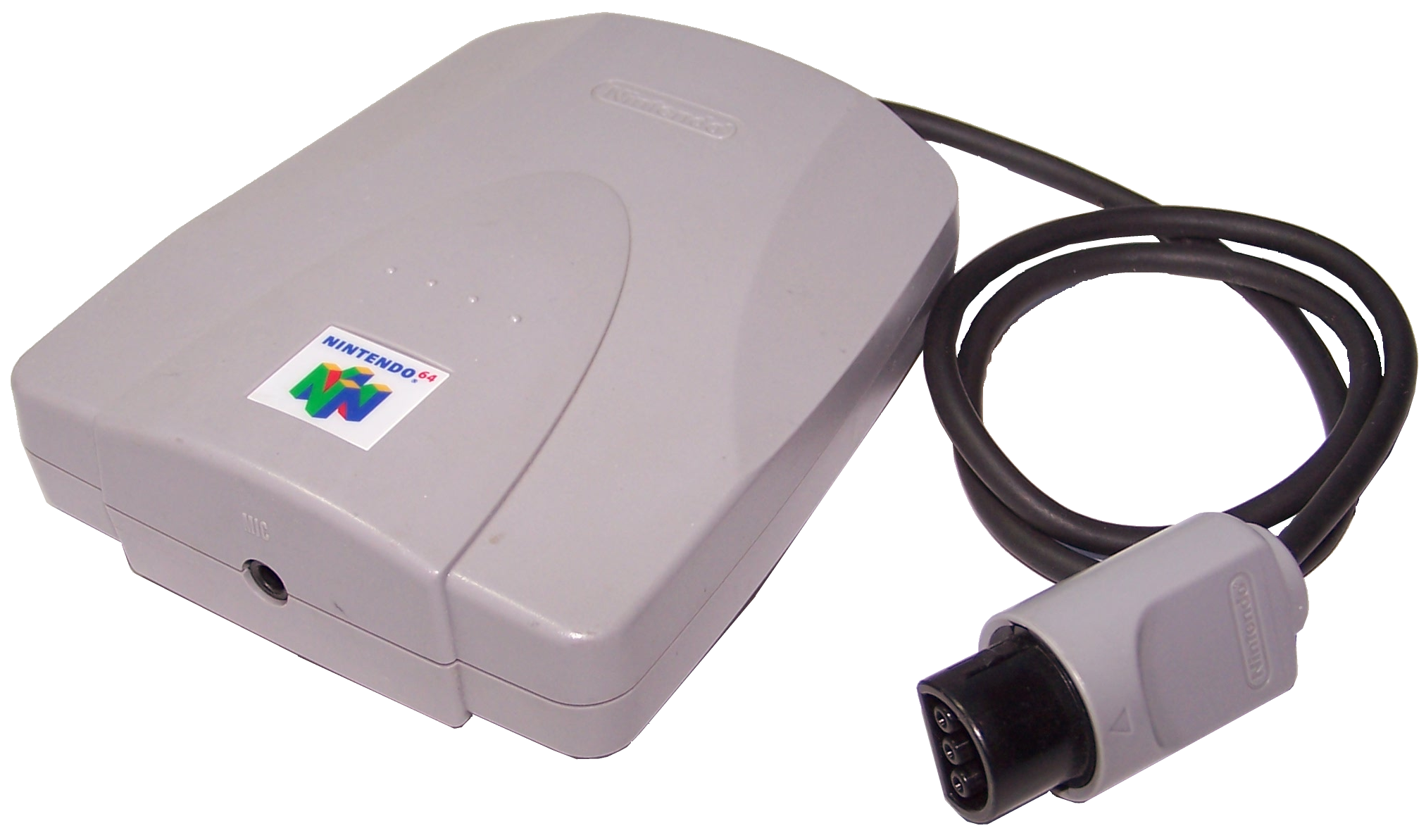
VRSユニット（NUS-020）
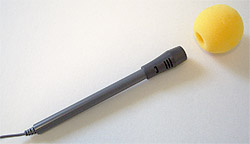
マイクとカバー（NUS-021）

| 型番     | 名称                          | 備考 | 発売日         |
| -------- | ----------------------------- | --- | -------------- |
| NUS-002  | ACアダプタ                    | 本体に直流電源を供給するアダプタ。本体に同梱。 |                |
| NUS-003  | RFモジュレータ                | 本体をテレビにRF接続させるための変換器。コンポジットビデオ入力に対応していないテレビで必要になる。 スーパーファミコンジュニア（スーパーファミコンの廉価機）、ニンテンドー ゲームキューブでRF接続する際にもこれが必要。なおAV仕様ファミリーコンピュータ用（HVC-103）で代用すると問題が生じる。 |                |
| NUS-004  | コントローラパック            | コントローラの拡張コネクタに接続して対応ソフトのゲームデータを保存することが出来る。データ容量は256Kbit（32KB）。保存領域は全123ページあり、データのページ数はソフト毎に異なる。 |                |
| NUS-005  | コントローラブロス            | 三つ又の特徴的な外観で、左側には十字キーと側面のLトリガーボタン、右側に主要操作を担うAボタン（青）・Bボタン（緑）と、補助操作を担うCボタンユニット（黄）、側面のRトリガーボタンを配する。中央にはSTARTボタン（赤）と、3D（サンディー）スティックと呼ばれる入力デバイスがある。3Dスティックは倒す角度によって信号に強弱がつけられ、立体空間での微妙な操作を実現した。 また、背面中央にはZトリガーボタンと拡張用コネクタ（コントローラポート）が装備されている。ゲームの内容によって3種類の使い方ができるのが特長で、左と中央を持つレフトポジション、右と中央を持つライトポジション、左右を持つファミコンポジションがある。一個が本体に同梱。 |                |
| NUS-006  | カセット                      | N64のゲームプログラムを格納した専用メディア。 本体上部のスロットに挿入する。データ容量は32Mb（4MB） - 512Mb（64MB）で、転送レート5.3MB/sec.。 海外版とは下部の切り欠きの形が異なり物理的に挿入できない。 |                |
| NUS-007  | メモリー拡張パック            | 旧称「ハイレゾパック」。36Mb（4.5MB）の増設メモリで、本体上部手前の36Pinメモリー拡張コネクタに接続、メモリ容量を倍加できる。上部の放熱口は赤色になっている。 ソフトによってはメモリ拡張が必須となっており、それらソフトには同梱されて発売されることもあった。また、64DDを使用する場合も必要になる。必須ではないが対応しているソフトも存在し、画面解像度の向上等の効果がある。 非対応ソフトでも接続したままで問題は無いので取り外す必要はない。ただし説明書には取り外すことを推奨するものもある。 | 1999年6月18日  |
| NUS-008  | ターミネータパック            | 本体上部手前の36Pinメモリー拡張コネクタに予め接続されている。ターミネーターはバスの終端に配置された未接続のコネクタの信号反射などを抑える役目がある。メモリー拡張パックを接続するときには取り外す。 |                |
| NUS-009  | RFスイッチUV                  | アンテナ線を介してテレビに接続させるための混合器。 ビデオ入力に対応していないテレビで必要になる。 |                |
| NUS-010  | 64DD                          | 本体下部の50PIN拡張コネクタに接続するディスクドライブ。64DDが正式名称だが、発売前はNINTENDO 64 DISK DRIVEとも呼ばれていた。 | 1999年12月14日 |
| NUS-011  | 64DDディスク                  | 64DDのゲームプログラムを格納した専用メディア。データ容量は約64MBだが、その内約38MBは追記用の領域になっている。 DDD（ダイナミック・データ・ディスク）という呼称もあった。 | 1999年12月14日 |
| NUS-012  | ターミネータパック イジェクタ | メモリー拡張パックに同梱。 ターミネータパックを「てこ」の要領で取り出すことができる。 |                |
| NUS-013  | 振動パック                    | コントローラの拡張コネクタに接続する。 内部にバイブレータが内蔵されており、その振動によってゲームの臨場感を高めることができる。使用には単4電池が必要となる。最初の対応ソフトは『スターフォックス64』。 | 1997年4月27日  |
| NUS-014  | クリーニングカセット          | 本体のカセット用コネクタをクリーニングするカセット。 | 日本未発売     |
| NUS-015  | クリーニングパック            | コントローラの拡張コネクタをクリーニングするパック。 | 日本未発売     |
| NUS-016  | クリーニングスティック        | カセットやパックをクリーニングするスティック。 | 日本未発売     |
| NUS-017  | マウス                        | ボール式の2ボタンマウス。 コントローラポートに接続する。『マリオアーティスト ペイントスタジオ』に同梱されたのみであり、ランドネット会員しか正式に入手することができなかった。 そのためマウス対応と表示されているソフトは64DD関係のソフトに限られるが、『デザエモン3D』のように対応しているカセットソフトも存在する。 なお、非対応ゲームでも使用は可能で、マウスの動きが3Dスティック、左ボタンがAボタン、右ボタンがBボタンの役割を果たす。 | 1999年12月14日 |
| NUS-019  | 64GBパック                    | コントローラの拡張コネクタに接続する。 ゲームボーイやゲームボーイカラーのカートリッジを本体に繋げるアダプタ。これが使用できるのは一部の対応ソフトのみであり、使用方法としてはプレイデータをリンクさせるものである。 『ポケモンスタジアム』シリーズと『ポケットモンスター』シリーズの組み合わせのように特別に対応したソフトを除けば、スーパーファミコンにおけるスーパーゲームボーイのように、ゲームボーイソフトをテレビでプレイするための周辺機器としては使用できない。 装着しても存在自体を感知できなかったり、操作中にエラーが出たりすることがある。 スーパーゲームボーイ3（仮）が出る予定もあったが発売されず、次世代機のニンテンドーゲームキューブのゲームボーイプレーヤーが出るまでの5年間はゲームボーイカラー専用のゲームは64GBパック対応ゲーム以外テレビではできなかった。 | 1998年8月1日   |
| NUS-020  | VRSユニット                   | Voice Recognition System（音声認識システム）の略。「声」をゲームの操作に利用できる。音声認識エンジンとしてNEC製のLSI「アルトーカー」を搭載した。有限会社アンブレラによる対話ゲームの研究開発の成果が任天堂に認められ製品化されたものである。 発売当時は音声認識をゲームに応用した例がない点で画期的な機器だったが、限られた単語の認識しか行えず、対応ソフトは『ピカチュウげんきでちゅう』『電車でGO!64』の2本のみに留まった。 | 1998年12月12日 |
| NUS-021  | マイク                        | 単一指向性のモノラルコンデンサマイク。VRSユニットとキャプチャーカセットに附属。 | 1998年12月12日 |
| NUS-022  | マイクホルダー                | マイクを固定して首から提げるタイプのホルダー。VRSユニットに附属。 | 1998年12月12日 |
| NUS-023  | スマートメディア専用カセット  | 汎用メモリーカード「スマートメディア」を挿入できるカセット。 画像編集ソフト『マリオのふぉとぴー』に同梱。類似した周辺機器に、ゲームキューブ用SDカードアダプタがある。 | 1998年12月2日  |
| NUS-025  | コントローラ用マイクホルダー  | マイクをコントローラに固定するタイプのホルダー。VRSユニットに附属。 | 1998年12月12日 |
| NUS-026  | マイクカバー                  | 球状の黄色いスポンジで、マイクに入る風や息などのノイズを軽減する。マイクに附属。 | 1998年12月12日 |
| NUS-028  | キャプチャーカセット          | RCAジャック（映像、音声L・R）とマイク用ミニジャックがついたカセットで、 映像や音声を取り込むことが出来る。『マリオアーティスト タレントスタジオ』に同梱。 ファンタム電源とも異なるプラグインパワー方式で電源を供給しているため、専用マイクなどのコンデンサマイク以外はミニジャックに接続してはいけない。 | 2000年2月24日  |
| NUS-029  | モデム                        | 通信速度28.8kbpsの専用モデムカセット。モジュラジャックは背面にある。 | 1999年12月14日 |
| NUS-NMSJ | 通信カートリッジ              | モジュラーケーブルで電話線を通じて通信をすることができるソフトのカセット。セタから発売された『森田将棋64』のみ。カートリッジと通信用の機構が一体化しており、接続も容易なため、簡単に扱うことができる。 | 1998年4月3日   |
| HVC-053  | モジュラーケーブル            | 電話線。ニンテンドーゲームキューブ・ファミリーコンピュータでも使用可能。 |                |
| SHVC-007 | モノラルAVケーブル            | 映像と音声をテレビに出力するケーブル。スーパーファミコンと共用。ニンテンドーゲームキューブ・AV仕様ファミリーコンピュータ(NEWファミコン)でも使用可能。 | 1990年11月21日 |
| SHVC-008 | ステレオAVケーブル            | 映像と音声をテレビに出力するケーブル。スーパーファミコンと共用。ニンテンドーゲームキューブ・AV仕様ファミリーコンピュータ(NEWファミコン)でも使用可能。 | 1990年11月21日 |
| SHVC-009 | S端子ケーブル                 | 映像と音声をテレビに出力するケーブル。ステレオAVケーブルより高い画質で出力できる。スーパーファミコンと共用。ニンテンドーゲームキューブでも使用可能。 | 1990年11月21日 |

その他、ファミリーコンピュータ・スーパーファミコン用のRFスイッチ（HVC-003）はNINTENDO 64でも使用可能。

### 他社製品（ライセンス商品）

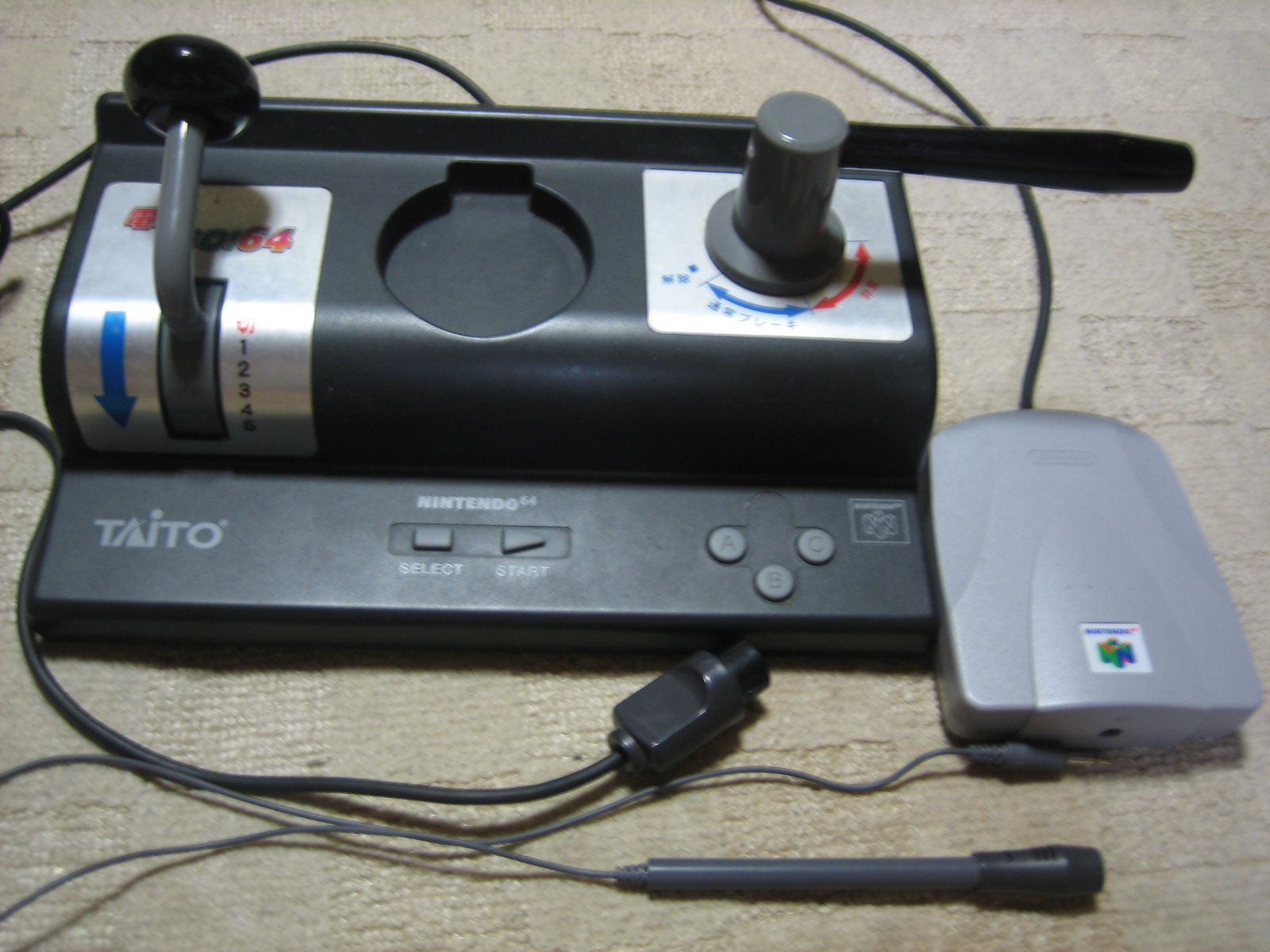
電車でGO!64専用コントローラ
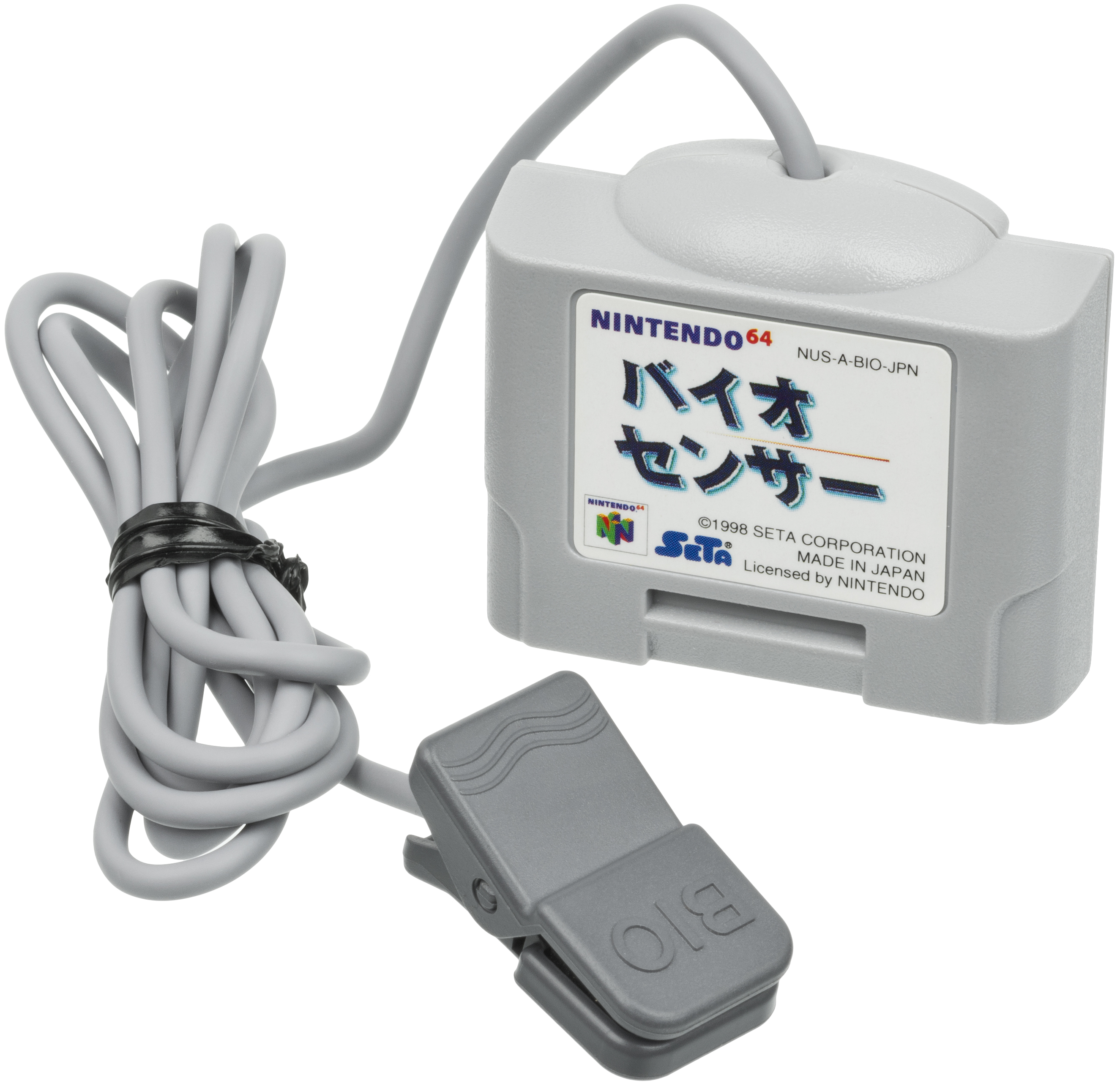
バイオセンサー（NUS-A-BIO）

| 発売元   | 型番                                                   | 名称                                   | 備考 |
| -------- | ------------------------------------------------------ | -------------------------------------- | --- |
| アスキー | ASC-0901                                               | アスキーパッド64                       | 連射機能付きのコントローラ。外観は純正コントローラと大差ないが、連射スイッチとスタートボタン附近が異なっている。A/B/Z/L/Rボタンに連射が設定できる他、ホールド機能も搭載。                                                 |
| アスキー | ASC-0903MK                                             | ハイパーステアリング64                 | ステアリングコントローラ。 |
| アスキー | ASC-0905                                               | つりコン64                             | 釣り竿の形をしたコンローラー。 |
| コナミ   | RU030                                                  | Dance Dance Revolution専用コントローラ | 『Dance Dance Revolution ディズニーダンシングミュージアム』専用のコントローラ。 |
| セタ     | NUS-A-BIO                                              | バイオセンサー                         | コントローラの拡張コネクタに接続し、センサーがついたクリップを耳たぶに装着して使用する。 プレイヤーの脈拍数を測定し、脈拍の変化をゲーム内容に反映させるというもの。対応ソフトは『テトリス64』のみ。                       |
| タイトー | TCPP-20003                                             | 電車でGO!64コントローラ                | 『電車でGO!64』専用のコントローラ。コントローラコネクタ3に接続して使用する。 |
| ハドソン | HC-739                                                 | ジョイカード64                         | 連射機能付きのコントローラ。純正とグリップの形状が大きく異なる他、連射スイッチ付近が盛り上がっている。3Dスティックのアジャスト機能がある。A/B/Zボタンに連射が設定できる他、スローモーション機能（スタートの連射）を搭載。 |
| ホリ電機 | HN6-02 - 6（カラーにより異なる）                       | ホリコマンダーN64                      | 連射機能付きのコントローラ。左右のグリップが純正と大きく異なり、丸っぽくなっている。A/B/Zボタンに連射が設定できる。 |
| ホリ電機 | HN6-07 - 9,12 - 13,19,20,22 - 24（カラーにより異なる） | ホリパッドミニ64                       | コンパクトなコントローラ。純正コントローラとニンテンドーゲームキューブコントローラの中間のような形状になっている。 |

この他にも、多くの機器が発売されている。
非ライセンス商品だが、コロンバスサークル製「（N64用）スーパーコンバーターBR」（CC-64SCB-BR）を接続すると、Nintendo Switch Proコントローラー、NINTENDO 64 コントローラー(HAC‐043)が使用できるようになる。

## ソフトウェア

### 日本
日本におけるローンチタイトルは『スーパーマリオ64』、『パイロットウイングス64』、『最強羽生将棋』。
PlayStationやセガサターンのようなCD-ROM媒体を用いた多くのゲームが動画を多用していく中で、NINTENDO 64は全年齢に親しまれるラインナップが多かった。
発売されたソフトは日本では全208タイトルであり、PlayStationやセガサターンと比べて少ないが、『ゴールデンアイ 007』、『ドンキーコング64』、『バンジョーとカズーイの大冒険』、『ゼルダの伝説 ムジュラの仮面』など人気を博したソフトや、『風来のシレン2』など作品として評価されているソフトも存在している。また4人同時プレイに最初から対応していたという事もあり、多人数ゲームで大きな広がりを見せた。そのため、小中学生を中心に一定のシェアを獲得することに成功した。
特に『マリオカート64』、『ゼルダの伝説 時のオカリナ』、『ニンテンドウオールスター!大乱闘スマッシュブラザーズ』などは売上も好調だった。また、売り上げこそ劣るものの『実況パワフルプロ野球』や『実況ワールドサッカー』なども3Dスティックでの操作性が独特で、シリーズ屈指の作品として支持されている。。
NINTENDO 64で初めて登場したマリオパーティシリーズは、以降の同社のゲーム機でも続編が発売される人気タイトルとなっている。また2001年にはNINTENDO 64において任天堂最後のソフトとなる『どうぶつの森』が発売された。発売当時はNINTENDO 64市場の終末期であったことから初回生産分はわずかなものであったが、インターネット上の口コミなどによってたちまち品薄状態を生み出した。
新作ソフトの発売は日本国内においては2001年12月発売の『ボンバーマン64』が最後となった。

### 海外
当時、任天堂ハードでは発売されていなかったリッジレーサーシリーズだが、海外ではNintendo Software Technologyによって開発された「Ridge Racer 64」が発売された。
北米では2003年夏まで新作ソフトが発売された。最後のNINTENDO 64用新作タイトルとなった『トニーホークプロスケーター3』である。

## 発売後の動向

### 国内
当初は次世代ゲーム機戦争の本命として期待されており、「ゲームが変わる、64が変える。」のキャッチコピーとともに登場した。しかし、度重なる延期でライバル機より2年近くも遅れた発売により、登場時には全出荷国でPlayStationが、日本国内ではさらにセガサターンも市場を占拠し始めていた。
ライバル機より普及が進まなかった要因として
1. 開発環境の変化による、ゲームの発売延期・中止
2. 参入メーカー不足による、ゲームのジャンル不足・人気シリーズ不在

が挙げられる。

#### ゲームの発売延期・中止
ゲーム機に3Dが導入されたことに伴い、ソフトの開発環境が変化し、開発人員も増大した。開発言語が従来のアセンブリ言語からC言語へ変わり、開発環境には、SGIのグラフィックワークステーション、SGI Onyxが使用された。後にSGI Indyも使用された。日本では、安価なMicrosoft Windowsベースの京都マイクロコンピュータ製インサーキット・エミュレータ「PARTNER-N64」も用意された。
ソニー・コンピュータエンタテインメント(SCE)はソフトの開発機材を安価でソフトメーカーに提供し、開発環境の負担を軽減することにより、サードパーティーを数多く取り込んでいた。これは元々ソニーがスーパーファミコンの開発機材を作っていたりなどしたためノウハウがあったことによる。しかし当時の任天堂は従来通りソフト毎に開発者が独自にプログラムを組んでいた。また当初はセカンドパーティの増強を考え、マネージメント会社「マリーガル」を設立して対処していた。
開発環境の変化は任天堂自身にも影響を与えた。岩田は「ハードの能力と自由度が上がったことで、逆にゲームにおけるハードの限界が明確でなくなってしまって、プログラマーにとってはどこまでハードの性能を出せるのかがわかりにくくなってしまった」「“オプティマイズ”や“チューニング”といった（中略）ゲーム制作の本質とは違う仕事が爆発的に増え、つくり手は思ったとおりにゲーム制作ができなくなってしまった」と述べている。そのため、開発が長期化してしまう状態になっていた。ほぼ時期を同じくしてNINTENDO 64の発売直後に出るはずだった周辺機器『64DD』も暗礁に乗り上げる。当初はファミリーコンピュータ ディスクシステムと同様のハードになるはずだったが、様々な構想が消えては生まれる状態が起き、そのたびに開発延期が繰り返された。最終的に「製品群構想」となったが、発売が遅れ過ぎたことなどが響き、ほとんど定着しなかった。
こうしてNINTENDO 64は初期から、開発の困難さによる参入メーカー不足・ソフト不足に見舞われる。具体的にはローンチタイトル3作品の発売の後、3ヵ月以上もソフトが1本も発売されなかった。任天堂は1996年内にセカンドパーティ製のものも含め、16本の自社ソフトを発売する計画だったが、ソフト開発の遅延や64DDの発売延期などにより4本しか発売できず、後に発売できたのも半分ほどで、残りは発売中止となった。また発売当初のキラーソフトの一つ『ゼルダの伝説 時のオカリナ』の発売が大きく延期したこともハードの普及を妨げた。

#### ゲームのジャンル不足
参入メーカー不足で致命的だったのはファミコン、スーパーファミコン時代に抱えていた国民的な人気を誇るRPGシリーズが離れたことであり、ファイナルファンタジーシリーズは大容量メディアであることを理由に、ドラゴンクエストシリーズは普及台数の差と64DDの開発遅延をきっかけにいずれもPlayStationに移籍。RPG不足もハードの普及を妨げた。
それ以外にも当時は対戦格闘ゲームの絶頂期であり、セガサターンは『バーチャファイター』、PlayStationは『鉄拳』などの格闘ゲームでハードの売り上げを伸ばしていたが、任天堂は「勝ち負けが付くゲームはマニアックになりやすい」という理由で自社で格闘ゲームを開発しない方針を取っていたことでハードウェア後期になってもあまり発売されなかった。
また、この世代のゲーム機からPlayStationやセガサターンにおいてマルチプラットフォームのソフトが登場していたものの、NINTENDO 64はディスクメディアを不採用にしたことや、コントローラの形状といった操作体系など、他のハードと異なる面が多いことを理由に、マルチプラットフォームや移植でNINTENDO 64に発売された作品がほとんどなかった。

#### 評価
こうした要因により、本体価格を下げて対応したが普及が進まず、最終的なハード出荷台数は同世代のPlayStation・セガサターンに及ばなかった。この結果、任天堂は据え置き型ゲーム機のトップシェアを失い、その後2世代にわたりその座をSCEに明け渡すことになった。
後年山内は、任天堂はソフト体質の会社だが、NINTENDO 64はハード体質の人間によるものであるため、NINTENDO 64を当時から不満に思っていたと回顧している。
一方で本体やコントローラのデザインおよび操作性は評価され、1997年にはスポーツ・レジャー用品部門でグッドデザイン金賞を受賞している。
2024年7月21日に運行を開始した京都京阪バスの宇治小倉線（京阪宇治駅 - JR宇治駅 - ニンテンドーミュージアム - 近鉄小倉駅）の系統番号は64となっているが、これはニンテンドーミュージアムのアクセス路線であることから、NINTENDO 64にちなんでいる。

### 北米
日本市場では上記の原因により苦戦を強いられたが、北米市場においては上記の事態がほとんど起きず、『スーパーマリオ64』や『ゴールデンアイ 007』がNPD調べで500万本以上売り上げるなど有力ソフトがハードを牽引し、累計販売台数2,063万台とSNES（海外版スーパーファミコン）並の市場を築くことに成功した。当時の北米では任天堂と同様に、プログラマが独自でプログラムを組むことが多く、プログラム問題があまり起こらなかった。また、RPG・格闘ゲーム不足については、日本と異なりさほど人気がなかったことにより問題とならなかった。また、日本市場とは異なり、サードパーティ製ソフトのシェアも多い。
米国では画像処理能力とコストパフォーマンスなどが評価され、タイム誌による”マシン・オブ・ジ・イヤー’96”を受賞した。
宮本茂は「NINTENDO 64はね、とりあえず日本ではすごくトーンが下がっているし、ヨーロッパもけっこう厳しいですし、不安な状態に見えるんですけれども、アメリカの勢いのお蔭で、ビジネスとしては完全に成り立った」と述べている。

## 復刻版
バーチャルコンソール

2006年発売のWii、2013年発売のWii Uで、かつて発売された一部のゲームをダウンロード購入し、遊ぶことの出来るサービス。
NINTENDO 64 Nintendo Classics

Nintendo Switchではオンラインサービス「Nintendo Switch Online + 追加パック」にて、2021年10月26日より専用ソフト『NINTENDO 64 Nintendo Classics』がオンラインサービスの加入者向けにダウンロード可能となっている。NINTENDO 64用ゲームが収録（サービス開始時は8本）されている。